# Kulbakinei légibázis
A Kulbakinei légibázis (ukránul: Кульбакине), korábban Vodopij (Водопій ) katonai repülőtér Ukrajna déli részén, Mikolajiv Kulbakine városrészében. A repülőtéren állomásozik a Szu–25-ös csatarepülőgépekkel és L–39-es kiképző repülőgépekkel felszerelt 299. harcászati repülődandár, valamint a 10. önálló tengerészeti repülődandár. A légibázison található a Mikolajivi repülőgépjavító üzem.

## Története
A mai repülőtér helyén, az egykori Vodopoj (ukránul Vodopij) tanya mellett 1929. január 1-jén nyitották meg az Oszoaviahim 1929-ben nyikolajevi repülőiskoláját, amely a mellett az iskola a Déli-Bug partján vízi leszállóhellyel is rendelkezett a hidroplánok számára. A repülőiskola 1935. január 1-jén az Északi Tengeri Útvonal Főigazgatóságának (Glavszevmorputy) fennhatósága alá került. 1938-ban felvette a Cseljuszkin-expedícióban 1937-ben elhunyt Szigizmund Levanyevszki (Zygmunt Lewoniewski) nevét. A repülőiskolában a sarki repülés, a polgári repülés és a haditengerészeti repülés számára is képeztek pilótákat és szerelőket.
1939 szeptember 26-án a repülőiskola a Haditengerészeti Népbiztosság irányítása alá került, a neve így Levanyevszkij Haditengerészeti Repülőiskola lett. Ekkor hozzácsatolták a Glavszevmorputy korábban odatelepült repülőgépjavító műhelyét is. 1939-ben a nyikolajevi repülőiskolához helyezték át a jejszki haditengerészeti repülőiskola R–5-ös repülőgépekkel felszerelt kiképző századát.
A második világháború idején, a német támadás miatt a repülőiskola 1941 júliusában Bergyanszkba, majd augusztus és szeptember folyamán a Kujbisevi területen fekvő Bezencsukba evakuálták. 1945 márciusára a haditengerészeti repülőiskola visszatelepült a nyikolajevi bázisra.
1959-ben a Levanyevszkij Haditengerészeti Repülőiskolát feloszlatták és Nyikolajev központtal létrehozták belőle a Szovjet Haditengerészet 33. kiképző központját, amely 1967-ben felvette Jevgenyij Preobrazsenszkij nevét és a megnevezése a Szovjet Haditengerészet 33. Harcászati Kiképző ás Átképző Központja lett. Ebben az évben hoztak létre a bázison egy nehéz repülőszázadot, amelynek állományában a Tu–95, Tu–142 és Il–38-as haditengerészeti repülőgépek üzemeltek. A kiképző központ több alakulata már környező repülőtereken települt (Szaki, Ocsakiv, Herszon). 
1992-ben a kulbakinei repülőtéren a 33. kiképző és átképző központ alárendeltségébe tartozó 540. tengerészeti rakétahordozó kiképző repülőezred (18 db Tu–22M2 és 21 db Tu–16 repülőgéppel), 316. önálló tengeralattjáró-elhárító repülőszázad (3 db Be–12, 4 db Tu–142MZ és 2 Il–38 repülőgéppel), 278. önálló szállító repülőszázad (Tu–134, Tu–154, Il–62, An–24 és An–26 repülőgépekkel állomásozott. A Szovjetunió felbomlása után a légibázis, a kiképző központ a repülőgépekkel együtt Ukrajna fennhatósága alá került. A repülőtéren állomásozó stratégiai bombázókat ekkor tartalék állományba helyezték, majd megkezdődött a szétbontásuk. Az első három Tu–22M-t a kulbakinei bázison, a többit 2006-ig Poltavában bontották szét.
Az egykori kiképző központ 540 tengerészeti rakétahordozó ezredét 1997-ben újraszervezték 540. harcászati repülőezred néven és megkapta a feloszlatott bergyanszki 29. kiképző repülőezred repülőgépeit (köztük 24-eseket). 2000-ben az ezred L–39-es kiképző repülőgépeiből egy kiképzőszázadot alakítottak. Az Ukrán Fegyveres Erők 2002-2003-as haderőreformja során az 540. ezredet feloszlatták, a Szu–24-eseket más alakulatokhoz telepítették. Az ezred kiképző százada önálló lett és továbbra is a kulbakinei repülőtéren 2007-es feloszlatásáig.
2005 májusában a szaki légibázisról a kulbakinei bázisra telepítették át a Szu–25-ös csatarepülőgépekkel felszerelt 299. harcászati repülődandárt, amely 2003. szeptember 1-jén megalakult meg az egykori 299. hajófedélzeti csatarepülő ezredből. 2010-től az ezred az Odesszai Repülőgépjavító Üzemben felújított és modernizált L–39M1 kiképző repülőgépeket kapott.
A Krím orosz megszállása miatt 2014-től a kulbakinei bázisra telepítették át a belbeki légibázisról a MiG–29-es vadászrepülőgépekkel és L–39M kiképző és gyakorló repülőgépekkel felszerelt 240. harcászati repülőezred. Ugyancsak a kulbakinei bázisra települt a korábban Szakiban állomásozó 10. önálló tengerészeti repülődandár is.
Az Ukrajna elleni orosz invázió első napján, 2022. február 24-én hajnali 5 óra körül orosz erők légitámadásokat hajtottak végre a kulbakinei légibázis ellen. A támadás, amelynek nyomán jelentős tűz keletkezett, a támadás a futópályákat, a lőszerraktárakat és az üzemanyagraktárakat célozta. Az orosz támadás után a repülőtéren állomásozó gépeket tartalék repülőterekre telepítették át. A kulbakine bázist azóta csak eseti jelleggel használják az Ukrán Légierő repülőgépei. 
2022 március elején az orosz erők megkísérelték elfoglalni Mikolajivet. Március 4-én orosz harcjárművek hatoltak be a repülőtér területére, de az ukrán rendőri erők még aznap visszaverték őket. A légibázist a háború alatt később is érték támadások. Így 2023 őszén és 2024 februárjában is rakéta- és légitámadás célpontja volt a repülőtér. Ezek során orosz állítások szerint több ukrán harci repülőgép is találatot kapott, erről azonban megbízható információk nem állnak rendelkezésre.